# Gumienko (skała)
Gumienko, Gumionek – skalisty szczyt w grzbiecie głównym Pienin Czorsztyńskich, pomiędzy przełęczą Trzy Kopce a Łączaną. Wznosi się na wysokość 808 m n.p.m. Niebieski szlak turystyczny trawersuje go lasem po północnej stronie w odległości około 10 m od szczytu. Ze szlaku tego jest widoczny jako niewielka, porośnięta drzewami skałka. Dobrze natomiast widoczny jest od południowej strony Pienin, z szosy do Sromowiec Niżnych. Od tej strony widoczna jest wznosząca się nad lasem jego biała wapienna ściana. Znajduje się w niej nieduża jaskinia – Jaskinia w Skałce Gumionek (Jaskinia przy Cyrlowej Skałce).
Gumionek jest niedostępny turystycznie. Znajduje się poza szlakiem na obszarze Pienińskiego Parku Narodowego, w granicach wsi Sromowce Niżne w województwie małopolskim, w powiecie nowotarskim, w gminie Czorsztyn. Na niektórych mapach nie jest zaznaczany.

## Przypisy

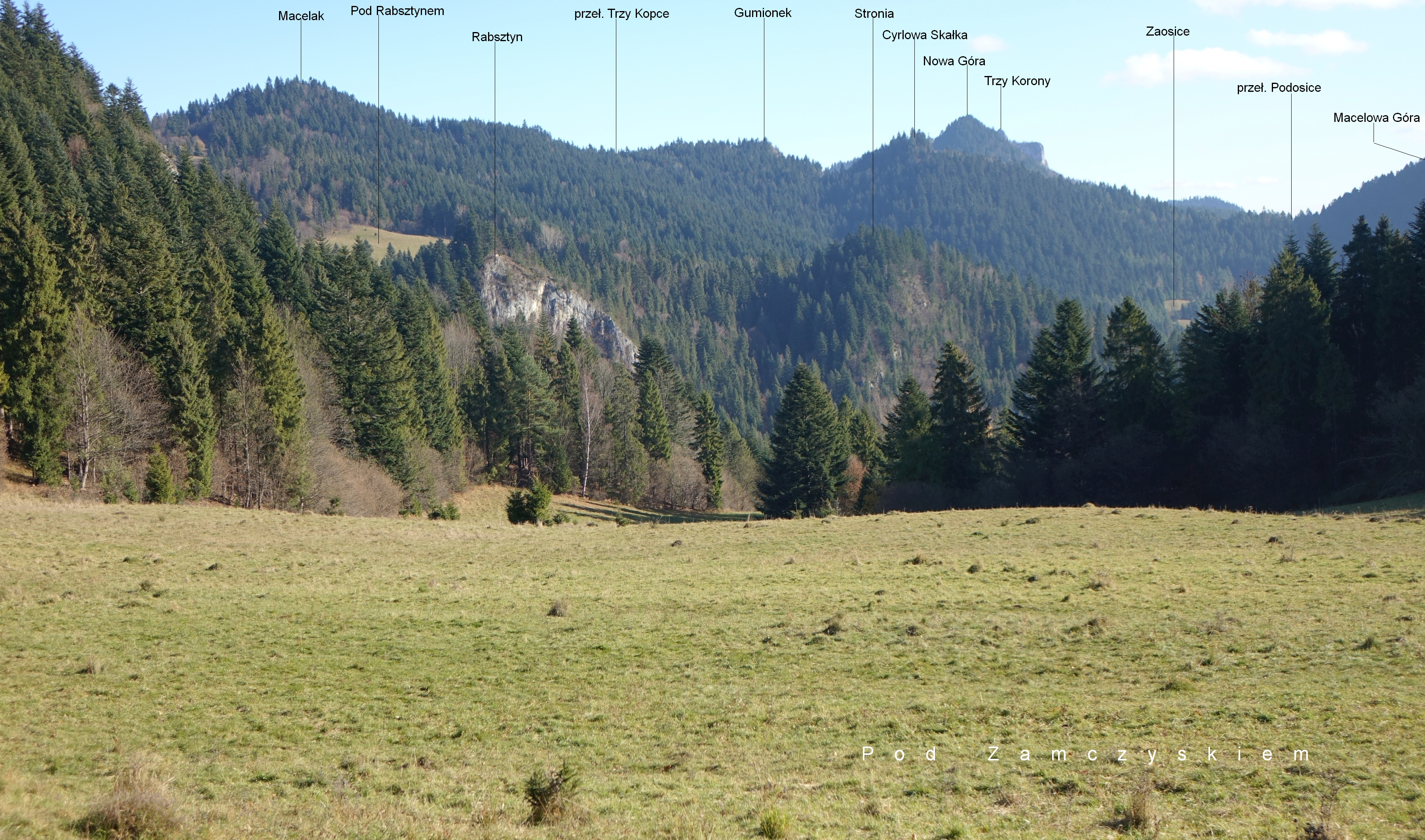
Widok na Gumionek z polany Pod Zamczyskiem